# Балтадзис, Георгиос
Георгиос Балтадзис  (греч.  Γεώργιος Μπαλτατζής ; 1868, Смирна — 15 ноября 1922, Афины) — греческий политик и министр иностранных дел Греции в период 1921—1922. Один из приговорённых к смерти после Процесса шести в октябре 1922 года.

## Биография
Георгиос Балтадзис родился в Смирне в 1868 году.
Начальное образование получил в греческой Евангелической школе Смирны.
Для получения высшего образования уехал в Греческое королевство и поступил в Афинский университет на юридический факультет. Продолжил учёбу во Франции.
Вернувшись в Грецию поступил в дипломатический корпус и некоторое время служил в Константинополе.
Был вовлечён в политику и в 1902 году впервые был избран депутатом парламента от фессалийского города Алмирос с партией Г. Теотокиса. Был повторно избран в 1905 и 1906 годах.
В годы Борьбы за Македонию был активным членом «Македонского комитета» в Афинах, руководившего греческой военной пропагандой в османской Македонии.
В 1908 году он стал председателем «Македонского комитета».
В 1908 году был назначен министром иностранных дел в правительстве Г. Теотокиса.
После победоносных для греческого оружия Балканских войн и освобождения Македонии с 1915 года баллотировался и избирался депутатом от восточномакедонского города Драма.
В 1915 году стал министром транспорта и связи.

## Малая Азия
В 1919 году, по мандату Антанты, греческая армия заняла западное побережье Малой Азии вокруг родного города Балтадзиса Смирны.
В дальнейшем Севрский мирный договор 1920 года закрепил контроль региона за Грецией, с перспективой решения судьбы региона через 5 лет, на референдуме населения:16.
Завязавшиеся здесь бои с кемалистами стали приобретать характер войны, которую греческая армия была вынуждена вести уже в одиночку.
Из союзников, Италия, с самого начала поддерживала кемалистов, Франция, решая свои задачи, стала также оказывать им поддержку. Греческая армия прочно удерживала свои позиции. Геополитическая ситуация изменилась коренным образом и стала роковой для греческого населения Малой Азии после парламентских выборов в Греции, в ноябре 1920 года. Под лозунгом «мы вернём наших парней домой» и получив поддержку, значительного в тот период, мусульманского населения, на выборах победили монархисты. Возвращение в Грецию германофила короля Константина освободило союзников от обязательств по отношению к Греции. Уинстон Черчилль, в своей работе «Aftermath» (стр. 387—388) писал: «Возвращение Константина расторгло все союзные связи с Грецией и аннулировало все обязательства, кроме юридических. С Венизелосом мы приняли много обязательств. Но с Константином, никаких. Действительно, когда прошло первое удивление, чувство облегчения стало явным в руководящих кругах. Не было более надобности следовать антитурецкой политике»:30.
25 января/7 февраля 1921 года правительство монархистов возглавил слывший франкофилом Н. Калогеропулос:39, но его поездка в Париж не обеспечила поддержки. 8/21 февраля состоялась конференция союзников в Лондоне. Председательствующий Ллойд Джордж запросил информацию о обстановке на греческом фронте, о численности греческой армии, о возможности наступления вглубь Азии, о возможностях Греции содержать эти силы своими средствами. Калогеропулос заявил, что располагает 120 тысячами штыков и что если Греция получит мандат на установление порядка, то сумеет сделать это в течение 3-х месяцев. Французский премьер Бриан заявил, что не разделяет этого оптимизма. Французский генерал Гуро заявил, что греки могут послать на фронт не более 60 тысяч солдат, которые должны пройти 600 км из Смирны. Гуро заявил, что для принуждения к миру в Малой Азии необходимо иметь 27 дивизий, но у греков было всего 9 дивизий:39.
По прибытии турецких делегаций (султана и Кемаля), союзники, подписавшие Севрский мир, превратили конфронтацию Антанты — Турции в конфликт греков-Турции. Как пишет греческий историк Д. Фотиадис «из союзников они преобразились в арбитров»:42.
28 февраля/10 марта было подписано предварительное франко-турецкое соглашение, что позволило туркам перебросить силы на греческий фронт:31.
Итальянцы покинули Атталию, оставив Кемалю свой арсенал и снабжение:32.
Не находя решения в вопросе с греческим населением Ионии, в совсем иной геополитической обстановке, монархисты продолжили войну. Греческая армия предприняла «Весеннее наступление» 1921 года, ставшее первой попыткой разбить армию Кемаля, одержала тактические победы, но полного разгрома турок не достигла. После этой неудачи Калогеропулос, подал в отставку 22 марта/4 апреля 1921 года. Правительство возглавил Гунарис.
Георгиос Балтадзис принял пост министра иностранных дел:48.

## Министр иностранных дел
Правительство Гуанариса стояло перед той же дилеммой. Радикальным решением было оставить, после переговоров, Ионию, чтобы спасти Восточную Фракию. Вторым решением было собрать войска вокруг Смирны. Но ненависть Гунариса против Венизелоса делала его более тщеславным, нежели он был в действительности. Если Венизелос был создателем «Великой Греции», то Гунарис должен был остаться в истории создателем «Величайшей Греции». Гунарис решил просить у свободной греческой нации, насчитывавшей тогда немногим более 4 миллионов человек, людские и материальные ресурсы, превышавшие её возможности. Кроме трёх призывов, не успевших принять участие в «Весеннем наступлении», были мобилизованы ещё три старых призыва:49.
Греческая армия предприняла «Большое летнее наступление» 1921 года, нанесла туркам поражение в самом большом сражении войны при Афьонкарахисаре-Эскишехире, но стратегический разгром кемалистов не состоялся. Турки отошли к Анкаре и правительство монархистов вновь встало перед дилеммой: что делать дальше:55-58.
Правительство торопилось закончить войну и, не прислушиваясь к голосам сторонников оборонной позиции, приняло решение наступать далее. После месячной подготовки, которая и туркам дала возможность подготовиться к обороне, семь греческих дивизий форсировали реку Сакарья и пошли на восток. Греческая армия не смогла взять Анкару и в порядке отошла назад за Сакарью. Как писал греческий историк Д.Фотиадис «тактически мы победили, стратегически мы проиграли»:115.
Монархистское правительство удвоило подконтрольную ему территорию в Азии, но возможностями для дальнейшего наступления не располагало. Одновременно, не решив вопрос с греческим населением региона, правительство не решалось эвакуировать армию из Малой Азии. Фронт застыл на год. Армия продолжала удерживать фронт «колоссальной протяжённости, по отношению к располагаемым силам», что согласно заявлению А. Мазаракиса, кроме политических ошибок, стало основной причиной последовавшей катастрофы:159.
Растянутый фронт давал возможность Гунарису заявлять в парламенте, что «Севрский мир присудил нам 16 тысяч квадратных км, в то время как сейчас мы контролируем 100 тысяч квадратных км». Но денег на продолжение войны не было. Сразу после этого заявления, Гунарис, в сопровождение своего министра иностранных дел, Балтадзиса, отправился к бывшим союзникам, по выражению Д. Фотиадиса, с «подносом попрошайки». По иронии истории, в день прибытия Гунариса в Париж 7/20 октября 1921 года, Анри Франклин-Бульон подписал в Анкаре соглашение, ставшее «надгробным камнем Севрского мира». Бриан даже отказал Гунарису в праве греческого флота производить досмотр судов у берегов Малой Азии:160.
В Лондоне атмосфера была более дружелюбной. Ллойд Джордж просил Гунариса продолжать удерживать Бурсу. Д. Фотиадис пишет что это объяснялось тем, что удерживая этот регион, греки прикрывали немногочисленные британские силы контролировавшие Черноморские проливы. Но займа британское правительство не предоставило, разрешив только Гунарису получить частный заём на бирже Лондона. Тот же Фотиадис пишет что Ллойд Джордж предоставил Гунарису «корзину, но пустую». В отчаянии Гунарис и Балтадзис посетили Рим. Эта поездка, как и ожидалось, была безрезультатной:161.
Гунарис и Балтадзис 3 месяца бесцельно ездили по западно-европейским столицам, вновь вернулся в Лондон, где их уже не принимали, и униженные вернулись 21 февраля 1922 года в Афины:164.
Международная обстановка была очевидной. Франция и Италия из союзников Греции официально стали союзниками Кемаля. Англия стала отходить даже от моральной поддержки:163.
Финансовый тупик и невозможность содержать армию уже тогда могли «привести к катастрофе, если бы не смелая инициатива Протопападакиса» с принудительным займом.
Это дало правительству возможность продолжить войну ещё несколько месяцев:167.

## Расстрел
Через 2 месяца после принудительного займа и в результате глубокого политического кризиса, в мае 1922 года было сформировано новое правительство, в котором Петром Протопападакис стал премьер-министром. В правительство были включены как Гунариса, так и сторонники Николаоса Стратоса:354.
Георгиос Балтадзис вновь стал министром иностранных дел.
Правление монархистов завершилось поражением армии и резнёй и изгнанием коренного населения Ионии. Современный английский историк, Дуглас Дакин, винит в исходе войны греческое руководство, но не греческую армию, и считает, что даже в создавшихся неблагоприятных условиях, «как и при Ватерлоо, исход мог повернуться как в эту, так и в другую сторону»:357.
Последовало антимонархистское восстание греческой армии 11 сентября 1922 года. В октябре 1922 года, чрезвычайный военный трибунала, под председательством А. Отонеоса, приговорил к смерти на Процессе шести Димитриоса Гунариса, Петроса Протопападакиса, Николаоса Стратоса, Георгиоса Балтадзиса, Николаоса Теотокиса и Георгиоса Хадзианестиса:359.
Приговор был приведён в исполнение 15 ноября 1922 года.

## Сегодня
Внук Петроса Протопападакиса, своим обращением в 2008 году, просил пересмотреть дело своего деда. Двумя годами позже, в 2010 году Петрос Протопападакис юридически был оправдан. Косвенным образом, юридически (процессуально), были оправданы все расстрелянные по приговору Процесса шести.